# Liste der Naturschutzgebiete in Niederösterreich

Kennzeichnung der Naturschutzgebiete in Niederösterreich

In Niederösterreich gibt es per 29. April 2009 68 Naturschutzgebiete mit einer gesamten Fläche von ca. 13.300 Hektar.

## Amtliche Festlegung von Naturschutzgebieten
Das NÖ Naturschutzgesetz 2000 definiert Naturschutzgebiete als:

„Gebiete im Grünland,
1. die sich durch weitgehende Ursprünglichkeit (insbesondere Urwald, Ödland, Steppenreste und Moore) oder durch naturschutzfachlich besonders bedeutsame Entwicklungsprozesse (insbesondere Dynamik von Fließgewässern) auszeichnen,
2. die für den betroffenen Lebensraum charakteristische Tier- oder Pflanzenarten, insbesondere seltene oder gefährdete Tier- oder Pflanzenarten, beherbergen oder
3. in denen ein gehäuftes Vorkommen seltener oder wissenschaftlich interessanter Mineralien oder Fossilien oder erdgeschichtlich interessante Erscheinungen vorhanden sind, können durch Verordnung der Landesregierung zum Naturschutzgebiet erklärt werden.“

Die Festlegung der Naturschutzgebiete erfolgte durch die Landesregierung aufgrund des letzten Niederösterreichischen Naturschutzgesetzes aus dem Jahr 2000, sowie den Landesverordnungen.
In diesen Gebieten ist grundsätzlich jeder Eingriff verboten und sie dürfen nur auf den dafür bestimmten Wegen betreten werden. Nur für Jagd und Fischerei bestehen Ausnahmen. Auch andere Nutzungen, wie die Wiesennutzung, aber auch wissenschaftliche Forschung kann unter bestimmten Voraussetzungen genehmigt werden.

## Liste der Naturschutzgebiete
| Foto |                 | Name                                                         | ID | Bezirk                     | Standort                                                          | Beschreibung | Fläche    | Datum |
| ---- | --------------- | ------------------------------------------------------------ | -- | -------------------------- | ----------------------------------------------------------------- | --- | --------- | ----- |
| 1    | Datei hochladen | Blockheide-Eibenstein                                        | 1  | Gmünd                      | Gmünd KG: Eibenstein, Grillenstein Standort                       | → Hauptartikel : Blockheide f1 | 106 ha    |       |
| 1    | Datei hochladen | Braunsberg-Hundsheimerberg                                   | 2  | Bruck an der Leitha        | Hainburg an der Donau, Hundsheim Standort                         | → Hauptartikel : Hundsheimer Berg f1 | 192 ha    |       |
| 1    | Datei hochladen | Eichkogel                                                    | 3  | Mödling                    | Guntramsdorf, Mödling Standort                                    | → Hauptartikel : Eichkogel f1 | 68 ha     |       |
| 1    | Datei hochladen | Falkenstein                                                  | 4  | Neunkirchen                | Schwarzau im Gebirge Standort                                     | NPK 3 (flächengleich); in ESG AT1212A00 (FFH) Randalpen und LSG 12 Rax–Schneeberg | 16,9 ha   |       |
| 0 BW | Datei hochladen | Geras                                                        | 5  | Horn                       | Drosendorf-Zissersdorf, Geras Standort                            | | 126,6 ha  |       |
| 1    | Datei hochladen | Lassee                                                       | 6  | Gänserndorf                | Lassee Standort                                                   | | 1,39 ha   |       |
| 1    | Datei hochladen | Lechnergraben                                                | 7  | Scheibbs                   | Lunz am See Standort                                              | | 247,63 ha |       |
| 1    | Datei hochladen | Untere Marchauen                                             | 8  | Gänserndorf                | Marchegg Standort                                                 | → Hauptartikel : WWF Naturreservat Marchegg f1 | 12 km²    |       |
| 1    | Datei hochladen | Mühlberg                                                     | 9  | Hollabrunn                 | Sitzendorf an der Schmida Standort                                | → Hauptartikel : Naturschutzgebiet Mühlberg f1 | 1,01 ha   |       |
| 1    | Datei hochladen | Pischelsdorfer Wiesen                                        | 10 | Bruck an der Leitha        | Götzendorf an der Leitha Standort                                 | → Hauptartikel : Pischelsdorfer Wiesen f1 | 10,39 ha  |       |
| 1    | Datei hochladen | Rothwald I                                                   | 11 | Scheibbs                   | Gaming Standort                                                   | | 271,16 ha |       |
| 1    | Datei hochladen | Salzsteppe Baumgarten an der March                           | 12 | Gänserndorf                | Weiden an der March Standort                                      | | 11,6 ha   |       |
| 1    | Datei hochladen | Sandberge Oberweiden                                         | 13 | Gänserndorf                | Weiden an der March Standort                                      | → Hauptartikel : Naturschutzgebiet Sandberge Oberweiden f1 | 117 ha    |       |
| 1    | Datei hochladen | Stockgrund-Kothbergtal                                       | 14 | Scheibbs                   | Lunz am See Standort                                              | | 57,8 ha   |       |
| 1    | Datei hochladen | Teufelstein-Fischerwiesen                                    | 15 | Mödling                    | Kaltenleutgeben, Perchtoldsdorf Standort                          | → Hauptartikel : Naturschutzgebiet Teufelstein-Fischerwiesen f1 | 46,22 ha  |       |
| 1    | Datei hochladen | Weikendorfer Remise                                          | 16 | Gänserndorf                | Weikendorf Standort                                               | → Hauptartikel : Weikendorfer Remise f1 | 192 ha    |       |
| 1    | Datei hochladen | Insel Wörth                                                  | 17 | Amstetten                  | Neustadtl an der Donau Standort                                   | → Hauptartikel : Wörth (Donauinsel) f1 | 17,7 ha   |       |
| 1    | Datei hochladen | Zeiserlberg                                                  | 18 | Mistelbach                 | Falkenstein Standort                                              | → Hauptartikel : Naturschutzgebiet Zeiserlberg f1 | 2,6 ha    |       |
| 1    | Datei hochladen | Glaslauterriegel-Heferlberg                                  | 19 | Baden                      | Pfaffstätten Standort                                             | | 29,3 ha   |       |
| 1    | Datei hochladen | Lobau-Schüttelau-Schönauer Haufen                            | 20 | Gänserndorf                | Groß-Enzersdorf Standort                                          | → Hauptartikel : Lobau f1 | 530 ha    |       |
| 1    | Datei hochladen | Gurhofgraben                                                 | 21 | Melk                       | Dunkelsteinerwald Standort                                        | | 7 ha      |       |
| 1    | Datei hochladen | Schlosspark Obersiebenbrunn                                  | 22 | Gänserndorf                | Obersiebenbrunn Standort                                          | auch Park- und Gartenanlage Nr. 17 DMSG, Denkmalliste 6407 Schlosspark Obersiebenbrunn (ehem. barocker Jagdpark) | 45,46 ha  |       |
| 1    | Datei hochladen | Kleiner Breitensee                                           | 23 | Gänserndorf                | Marchegg Standort                                                 | | 13 ha     |       |
| 1    | Datei hochladen | Schönauer Teich                                              | 24 | Baden                      | Schönau an der Triesting Standort                                 | | 59,45 ha  |       |
| 1    | Datei hochladen | Zwingendorfer Glaubersalzböden                               | 25 | Mistelbach                 | Großharras Standort                                               | → Hauptartikel : Zwingendorf#Natur f1 | 4,73 ha   |       |
| 1    | Datei hochladen | Bruneiteich                                                  | 26 | Gmünd                      | Heidenreichstein Standort                                         | | 60,4 ha   |       |
| 1    | Datei hochladen | Gebhartsteich                                                | 27 | Gmünd                      | Schrems Standort                                                  | | 65 ha     |       |
| 1    | Datei hochladen | Kalkklippe Oberpiesting                                      | 28 | Wiener Neustadt            | Waldegg Standort                                                  | | 4,2 ha    |       |
| 0 BW | Datei hochladen | Kalkschottersteppe Obereggendorf                             | 29 | Wiener Neustadt            | Eggendorf Standort                                                | | 10,1 ha   |       |
| 1    | Datei hochladen | Wacholderheide Obersiebenbrunn                               | 30 | Gänserndorf                | Obersiebenbrunn Standort                                          | | 37 ha     |       |
| 1    | Datei hochladen | Gemeindeau                                                   | 31 | Gmünd                      | Heidenreichstein Standort                                         | → Hauptartikel : Naturpark Heidenreichsteiner Moor f1 | 30 ha     |       |
| 1    | Datei hochladen | Goldberg                                                     | 32 | Baden                      | Reisenberg Standort                                               | | 4,12 ha   |       |
| 1    | Datei hochladen | Karlstifter Moore                                            | 33 | Gmünd                      | Bad Großpertholz Standort                                         | | 61,1 ha   |       |
| 0 BW | Datei hochladen | Wieselthaler Steinwand                                       | 34 | Baden                      | Furth an der Triesting Standort                                   | | 60,2 ha   |       |
| 1    | Datei hochladen | Schleinitzbachniederungen                                    | 35 | Hollabrunn                 | Maissau Standort                                                  | → Hauptartikel : Schleinzbach f1 | 14,4 ha   |       |
| 1    | Datei hochladen | Spitzerberg                                                  | 36 | Bruck an der Leitha        | Hundsheim Standort                                                | → Hauptartikel : Spitzerberg f1 | 227,4 ha  |       |
| 0 BW | Datei hochladen | Rabensburger Thaya-Auen                                      | 37 | Mistelbach                 | Rabensburg Standort                                               | | 365 ha    |       |
| 1    | Datei hochladen | Leckermoos                                                   | 38 | Scheibbs                   | Göstling an der Ybbs Standort                                     | | 25,03 ha  |       |
| 1    | Datei hochladen | Angerner und Dürnkruter Marchschlingen                       | 39 | Gänserndorf                | Angern an der March, Dürnkrut Standort                            | | 80 ha     |       |
| 1    | Datei hochladen | Rothwald II                                                  | 40 | Scheibbs                   | Gaming Standort                                                   | | 271,16 ha |       |
| 1    | Datei hochladen | Thayatal                                                     | 41 | Hollabrunn                 | Hardegg Standort                                                  | | 820,2 ha  |       |
| 0 BW | Datei hochladen | Hochau                                                       | 42 | Amstetten                  | Ardagger Standort                                                 | | 3,7 ha    |       |
| 1    | Datei hochladen | Meloner Au                                                   | 43 | Zwettl                     | Altmelon Standort                                                 | | 163,2 ha  |       |
| 0 BW | Datei hochladen | Rothwald III                                                 | 44 | Scheibbs                   | Gaming, Lunz am See Standort                                      | | 567 ha    |       |
| 1    | Datei hochladen | Stockerauer Au                                               | 45 | Korneuburg                 | Standort                                                          | → Hauptartikel : Stockerauer Au f1 | 408,5 ha  |       |
| 1    | Datei hochladen | Rottalmoos                                                   | 46 | Gmünd                      | Litschau Standort                                                 | → Hauptartikel : Rottalmoos f1 | 10,96 ha  |       |
| 1    | Datei hochladen | Schremser Hochmoor                                           | 47 | Gmünd                      | Schrems Standort                                                  | → Hauptartikel : Naturpark Hochmoor Schrems f1 | 107 ha    |       |
| 1    | Datei hochladen | Lainsitzniederung                                            | 48 | Gmünd                      | Gmünd Standort                                                    | | 134,9 ha  |       |
| 0 BW | Datei hochladen | Hundsau                                                      | 49 | Scheibbs                   | Göstling an der Ybbs Standort                                     | | 12 km²    |       |
| 1    | Datei hochladen | Pielach-Mühlau                                               | 50 | Sankt Pölten               | Markersdorf-Haindorf Standort                                     | | 35,55 ha  |       |
| 1    | Datei hochladen | Pielach-Ofenloch-Neubacher Au                                | 51 | Melk                       | Dunkelsteinerwald, Loosdorf, Melk Standort                        | | 73,17 ha  |       |
| 1    | Datei hochladen | Höhereck                                                     | 52 | Krems                      | Dürnstein Standort                                                | | 10,5 ha   |       |
| 1    | Datei hochladen | Gochelberg – Toter Berg                                      | 53 | Krems                      | Rossatz-Arnsdorf Standort                                         | | 63,8 ha   |       |
| 0 BW | Datei hochladen | Steinige Ries                                                | 54 | Krems                      | Rossatz-Arnsdorf Standort                                         | | 74,38 ha  |       |
| 1    | Datei hochladen | Altenberg                                                    | 55 | Tulln                      | St. Andrä-Wördern Standort                                        | | 106 ha    |       |
| 1    | Datei hochladen | Mauerbach-Dombachgraben                                      | 56 | St. Pölten, Tulln          | Klosterneuburg, Mauerbach Standort                                | | 325,3 ha  |       |
| 1    | Datei hochladen | Troppberg                                                    | 57 | St. Pölten                 | Gablitz, Pressbaum Standort                                       | → Hauptartikel : Troppberg f1 | 564,5 ha  |       |
| 1    | Datei hochladen | Sattel-Baunzen                                               | 58 | St. Pölten                 | Pressbaum, Purkersdorf, Wolfsgraben Standort                      | Das Naturschutzgebiet umfasst sowohl den Speichberg und den Feuersteinberg zwischen Neu-Purkersdorf und Baunzen (325 Hektar) als auch den Hinteren Sattel bei Pressbaum. Die beiden Gebiete gehören zu den 37 Kernzonen des Biosphärenparks Wienerwald. | 508,32 ha |       |
| 1    | Datei hochladen | Schwarzlacken-Festenberg-Dorotheerwald                       | 59 | Mödling                    | Breitenfurt bei Wien, Wienerwald (Gemeinde) Standort              | | 475,93 ha |       |
| 0 BW | Datei hochladen | Hainbach-Hengstlberg                                         | 60 | Baden, Mödling, St. Pölten | Klausen-Leopoldsdorf, Wienerwald (Gemeinde), Wolfsgraben Standort | | 441 ha    |       |
| 0 BW | Datei hochladen | Gießhübl-Kiental Ost und West-Wassergspreng-Anninger Tieftal | 61 | Mödling                    | Gaaden, Gießhübl, Hinterbrühl, Kaltenleutgeben Standort           | Die angeführten Flächen sind nicht zusammenhängend und gehören zur Kernzone des Biosphärenparks Wienerwald, | 429 ha    |       |
| 1    | Datei hochladen | Hoher Lindkogel-Helenental                                   | 62 | Baden                      | Alland, Bad Vöslau, Heiligenkreuz, Sooß Standort                  | | 15 km²    |       |
| 1    | Datei hochladen | Weinberg-Höherberg                                           | 63 | Baden                      | Alland Standort                                                   | | 83 ha     |       |
| 0 BW | Datei hochladen | Mitterschöpfl-Hirschenstein                                  | 64 | Baden                      | Altenmarkt an der Triesting, Klausen-Leopoldsdorf Standort        | | 383,6 ha  |       |
| 0 BW | Datei hochladen | Rauchbuchberg                                                | 65 | Tulln                      | Tulbing Standort                                                  | | 22,1 ha   |       |
| 0 BW | Datei hochladen | Grimsinger Au                                                | 66 | Melk                       | Emmersdorf an der Donau Standort                                  | | 21,98 ha  |       |
| 0 BW | Datei hochladen | Buchberg                                                     | 67 | Krems                      | Spitz an der Donau Standort                                       | | 19 ha     |       |
| 1    | Datei hochladen | Fehhaube-Kogelsteine                                         | 68 | Horn                       | Eggenburg, Straning-Grafenberg Standort                           | → Hauptartikel : Naturschutzgebiet Fehhaube-Kogelsteine f1 | 2,5 ha    |       |
| 0 BW | Datei hochladen | Gerichtsberg                                                 | 69 | Marchegg                   | Gänserndorf KG: Marchegg GrStNr: 1666, 1668/1 Standort            | | 6 ha      |       |
| 1    | Datei hochladen | Erdpresshöhe                                                 | 70 | Gänserndorf                | Lassee Standort                                                   | | 5,07 ha   |       |
| 0 BW | Datei hochladen | In den Sandbergen                                            | 71 | Gänserndorf                | Jedenspeigen Standort                                             | | 5,08 ha   |       |
| 1    | Datei hochladen | Windmühle                                                    | 72 | Gänserndorf                | Lassee Standort                                                   | | 3,39 ha   |       |
| 1    | Datei hochladen | Pielachmündung-Steinwand                                     | 73 | Melk                       | Emmersdorf an der Donau, Schönbühel-Aggsbach, Melk Standort       | | 27,67 ha  |       |
| 1    | Datei hochladen | Deutschwald                                                  | 74 | St. Pölten                 | Purkersdorf Standort                                              | | 110 ha    |       |
| 1    | Datei hochladen | Schönbühler Insel                                            | 75 | Melk                       | Schönbühel-Aggsbach Standort                                      | |           |       |